# Pyrrhoglossum ferruginosum
Pyrrhoglossum ferruginosum är en svampart som först beskrevs av Lloyd, och fick sitt nu gällande namn av Rolf Singer 1973. Pyrrhoglossum ferruginosum ingår i släktet Pyrrhoglossum och familjen spindlingar.   Inga underarter finns listade i Catalogue of Life.